# Надзвичайна юристка У
Надзвичайна юристка У (кор. 이상한 변호사 우영우) — південнокорейський телесеріал 2022 року. У головних ролях Пак Ин Бін, Кан Тхе О та Кан Кі Йон. Прем'єра відбулася на ENA 29 червня 2022 року та виходить щосереди та щочетверга о 21:00 (KST). Він також доступний для трансляції на Netflix у вибраних регіонах.

## Синопсис
Надзвичайна юристка У розповідає історію У Йон У (Пак Ин Бін), дівчини з розладом аутистичного спектра, яка працює у великій юридичній фірмі. У неї високий IQ, чудова пам’ять і творче мислення, проте слабо розвинений емоційний інтелект і  соціальні навички.

## У ролях

### Головні ролі
- Пак Ин Бін — У Йон У[6]
  - О Джі Юл як молода У Йон У[7]

Юристка-початківиця юридичної компанії Hanbada. Вона є першою адвокаткою з розладами аутистичного спектру у Кореї.
- Кан Тхе О як Лі Чун Хо[8]

Співробітник юридичної команди Hanbada.
- Кан Кі Йон — Чон Мьон Сок[9]

Старший юрист Hanbada та наставник У Йон У.

### Другорядні ролі
- Чон Бе Су — У Гван Хо[8]
  - Чан Сон Бом — молодий Ву Гван Хо[10]

Батько-одинак У Йон У.
- Пек Джі Вон — Хан Сон Йон[8]

Генеральний директор Hanbada.
- Ха Юн Кьон — Чхве Су Йон [11]

Однокурсниця У Йон У в юридичній школі та колега в Hanbada.
- Чу Чон Хьок — Квон Мін У[12]

Колега У Йон У в Hanbada.
- Чін Кьон — Тхе Су Мі[13]
  - Чон Хан-біт у ролі молодої Тхе Су Мі[14]

Генеральний директор юридичної компанії Taesan.
- Чу Хьон Йон — Тон Ґи Ра Мі[8]

Близький друг У Йон У.
- Ім Сон Дже — Кім Мін Сік[8]

Власник пабу, де працює Тон Ґи Ра Мі.

### Особливі появи
- Кан Е Сім як Чхве Йон Ран (сер. 1)

Клієнтка Hanbada, яку звинуватили у вбивстві власного чоловіка.
- Лі То Кьон як Пак Кю Сік (сер. 1)

Чоловік Чхве Йон Ран з деменцією.
- Сін Ха Йон як Кім Хва Йон (сер. 2)

Клієнтка Hanbada, у якої сповзла весільна сукня.
- Ю Чу Сан як Кім Чон Ґу (сер. 2)

Батько Кім Хва Йон.

## Глядачі
Перший епізод зафіксував загальнонаціональний рейтинг глядачів 0,9%. До третього епізоду, який зафіксував 4,0%, він встановив рекорд найвищих рейтингів в історії ENA .
З 4 по 10 липня та з 11 по 17 липня серіал був найпопулярнішим неангломовним шоу в усьому світі на Netflix, зареєструвавши 23,9 мільйона та 45,5 мільйона годин перегляду та увійшовши до Топ-10 у 12 та 22 країнах відповідно.  Протягом тижня з 18 по 24 липня це було друге за кількістю переглядів неанглійське шоу, зібравши 55 мільйонів годин перегляду. Це також був серіал, який найбільше переглядають у 8 країнах, а в інших 27 він потрапив до топ-10. Серіал повернувся на вершину хіт-параду за тиждень з 25 по 31 липня з 65,5 мільйонами годин переглядів і став найпопулярнішим шоу в 19 країнах, а ще в 25 потрапив до топ-10. 

### Рейтинги
| Серія | Дата показу      | Назва серії                                                 | Середнє значення кількості переглядів (Nielsen Korea) | Середнє значення кількості переглядів (Nielsen Korea) |
| Серія | Дата показу      | Назва серії                                                 | Загальнонаціональні                                   | Сеул                                                  |
| --- | ---------------- | ----------------------------------------------------------- | ----------------------------------------------------- | ----------------------------------------------------- |
| 1 | 29 червня 2022   | «Дивовижна адвокатка У»                                     | 0,948 % (32-е)                                        | Н/Д                                                   |
| 2 | 30 червня 2022   | «Весільна сукня, що сповзла»                                | 1,805 % (4-те)                                        | 1,987 % (4-те)                                        |
| 3 | 6 липня 2022     | «Це Пенсу»                                                  | 4,032 % (2-ге)                                        | 4,369 % (2-ге)                                        |
| 4 | 7 липня 2022     | «Ворожнеча трьох братів»                                    | 5,190 % (1-е)                                         | 5,703 % (1-е)                                         |
| 5 | 13 липня 2022    | «Некерована проти Тактика»                                  | 9,138 % (1-е)                                         | 10,297 % (1-е)                                        |
| 6 | 14 липня 2022    | «Якби я була китом…»                                        | 9,569 % (1-е)                                         | 10,364 % (1-е)                                        |
| 7 | 20 липня 2022    | «Оповідь про Содок-тон І»                                   | 11,690 % (1-е)                                        | 12,960 % (1-е)                                        |
| 8 | 21 липня 2022    | «Оповідь про Содок-тон II»                                  | 13,093 % (1-е)                                        | 14,970 % (1-е)                                        |
| 9 | 27 липня 2022    | «Щуролов»                                                   | 15,780 % (1-е)                                        | 18,078 % (1-е)                                        |
| 10 | 28 липня 2022    | «Потриматися за руки можна й пізніше»                       | 15,157 % (1-е)                                        | 17,178 % (1-е)                                        |
| 11 | 3 серпня 2022    | Пан Сіль, пані Перець і адвокат Соєвий Соус                 | 14,173 % (1-е)                                        | 15,384 % (1-е)                                        |
| 12 | 4 серпня 2022    | Дельфін з річки Янцзи                                       | 14,937 % (1-е)                                        | 16,253 % (1-е)                                        |
| 13 | 10 серпня 2022   | Блакитна ніч на Чеджу І                                     | 13,515 % (1-е)                                        | 14,796 % (1-е)                                        |
| 14 | 11 серпня 2022   | Блакитна ніч на Чеджу II                                    | 14,646 % (1-е)                                        | 16,075 % (1-е)                                        |
| 15 | 17 серпня 2022   | Казати те, про що не питали, і робити те, про що не просили | 13,779 % (1-е)                                        | 15,506 % (1-е)                                        |
| 16 | 18 серпня 2022   | Хоча й дивно та незвичайно                                  | 17,534 % (1-е)                                        | 19,210 % (1-е)                                        |
| Середній рейтинг | Середній рейтинг | Середній рейтинг                                            | 10,937 %                                              | 12,875 %                                              |
| - Найнижчі рейтинги позначені синім кольором, а найвищі — червоним кольором. - «Н/д» означає, що рейтинги цієї серії не були опубліковані для широкої публіки. |                  |                                                             |                                                       |                                                       |

## Адаптація
6 липня 2022 року AStory оголосила, що серіал буде адаптовано в однойменний вебтун. Він буде розділений на 60 епізодів, намальованих ілюстратором HwaUmJo та написаних Юїлом, і буде доступний корейською, англійською, японською та китайською мовами.
14 липня повідомлялося, що зараз обговорюється ремейк у США.

## Виноски
1. ↑  Цей середній рейтинг був обрахований на основі опублікуваних рейтингах серій, точний середній рейтинг невідомий через те, що не було опцбліковано рейтингу першої серії.